# Dopatge monocapa

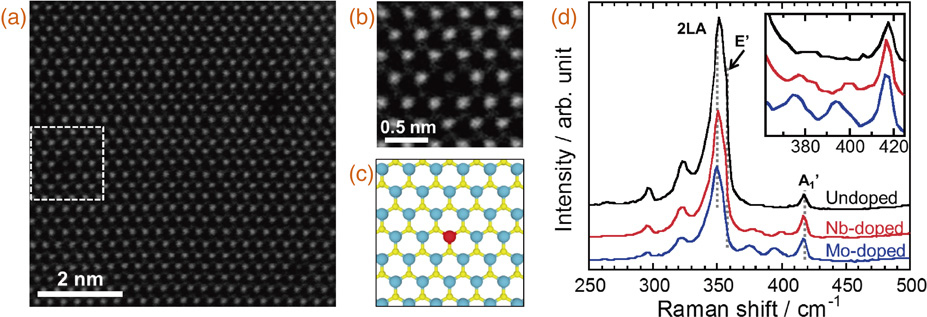
(a) Imatge ADF-STEM de la monocapa WS2 dopada amb Nb. (b) Imatge ampliada i (c) model d'estructura de l'àrea indicada per un quadre blanc a a. Les esferes blaves, vermelles i grogues indiquen àtoms W, Nb i S, respectivament. (d) Espectres Raman de monocapes WS2 no dopades, dopades amb Nb i dopades amb Mo. Els espectres es van normalitzar i es van desplaçar verticalment per aclarir-los.

El dopatge monocapa (MLD) en la producció de semiconductors és una tècnica de dopatge superficial a escala d'oblies ben controlada desenvolupada per primera vegada a la Universitat de Califòrnia, Berkeley, el 2007. Aquest treball té com a objectiu aconseguir un dopatge controlat de materials semiconductors amb precisió atòmica, especialment a escala nanomètrica, que no s'obté fàcilment amb altres tecnologies existents. Aquesta tècnica s'utilitza actualment per fabricar unions ultraprofundes (USJ) com a contactes font/drenatge (S/D) fortament dopats de transistors d'efecte de camp d'òxid metàl·lic (MOSFET), així com per permetre el perfil dopant de nanoestructures.
Aquesta tècnica MLD utilitza la naturalesa cristal·lina dels semiconductors i les seves propietats de reacció superficial autolimitant per formar monocapes que contenen dopants, autoensamblades i unides de manera covalent, seguides d'un pas de recuit posterior per a la incorporació i difusió de dopants. La reacció de formació de monocapa és autolimitada i, per tant, resulta en la cobertura determinista dels àtoms dopants a la superfície. La MLD es diferencia d'altres tècniques de dopatge convencionals, com ara els dopants spin-on-dopants (SOD) i les tècniques de dopatge en fase gasosa pel que fa al control de la dosi de dopants. Aquest control en MLD és molt més precís a causa de la formació autolimitada de dopants units covalentment a la superfície, mentre que els SOD només es basen en el control del gruix de l'òxid de rotació i la tècnica de la fase gasosa depèn del control del flux de gas dopant. taxa; per tant, l'excel·lent control de la dosi en MLD pot produir l'ajust exacte del perfil de dopants resultant. En comparació amb la implantació d'ions, la MLD no implica la introducció energètica d'espècies dopants a la xarxa semiconductora on s'indueixen danys de cristalls. En el cas de la implantació, inevitablement es generen defectes com intersticials i vacants, que interactuen amb els dopants per ampliar encara més el perfil d'unió. Això es coneix com a difusió transitòria millorada (TED), que limita la formació de bona qualitat d'USJ. Així mateix, les tècniques d'implantació indueixen una variació estocàstica en el posicionament del dopant i un sever desequilibri estequiomètric per als semiconductors compostos binaris i terciaris. En canvi, tots els àtoms dopants MLD es difonen tèrmicament des de la superfície del cristall fins a la massa i el perfil del dopant es pot controlar fàcilment pel pressupost tèrmic. Atès que el sistema MLD es pot classificar com un model de font limitada, això és desitjable per a la fabricació controlada d'USJ amb alta uniformitat i baixa variació estocàstica. Combinat amb l'excel·lent uniformitat i cobertura de la dosi de dopants en MLD, és especialment atractiu per al dopatge de dispositius no planars com ara FET d'aleta i nanofils. Com a resultat, sub-5 d'alta qualitat S'ha demostrat una unió ultra superficial nm en silici mitjançant l'ús d'aquesta tècnica MLD. En comparació amb la implantació d'ions de baixa energia en una pel·lícula de cribratge seguida d'una difusió, la tècnica MLD requereix un pressupost tèrmic més baix i permet un dopatge conforme a les característiques topogràfiques.